# Kostel Svatého hrobu (Estella)
Kostel Svatého hrobu (španělsky Iglesia del Santo Sepulcro de Estella) je kostel v navarrské Estelle na bývalé Rúa de los Peregrinos, současné calle de Curtidores, a je jedním z nejstarších kostelů ve městě. Místo bylo již v roce 1123 sídlem Bratrstva Božího hrobu. Budova vykazuje stopy dlouhé výstavby, od románského období do 16. století. V roce 1881 přestal být farním kostelem.

## Popis
Stavba byla zahájena na konci 13. století v pozdním románském slohu. Původně měla být trojlodní, ale práce zůstala nedokončena. Přístup do interiéru je přes velké gotické dveře z počátku 14. století. Portál se skládá z dvanácti archivolt, spočívajících na sloupech zakončených velkými hlavicemi zdobenými rostlinnými a zoomorfními motivy. Tympanon na přední straně je rozdělen do tří úrovní. V dolní části je zobrazení Poslední večeře, v horním Ukřižování, zatímco centrum má tři scény: vlevo Tři Marie u hrobu, uprostřed Záchrana nevinných a vpravo Noli Me Tangere.
Na fasádě jsou skupiny šesti výklenky na obou stranách portálu, kde jsou sochy z různých období. Po stranách vchodu jsou sochy sv. Martina z Tours a svatého Jakuba. K založení kostela se váže středověká legenda, kdy zlomyslný Žid hodil krucifix do řeky a ten doplul na místo nynější stavby a nebylo možné ho přenést jinam. Roku 1931 byl prohlášen španělskou kulturní památkou (R.I. - 51 - 0000760).

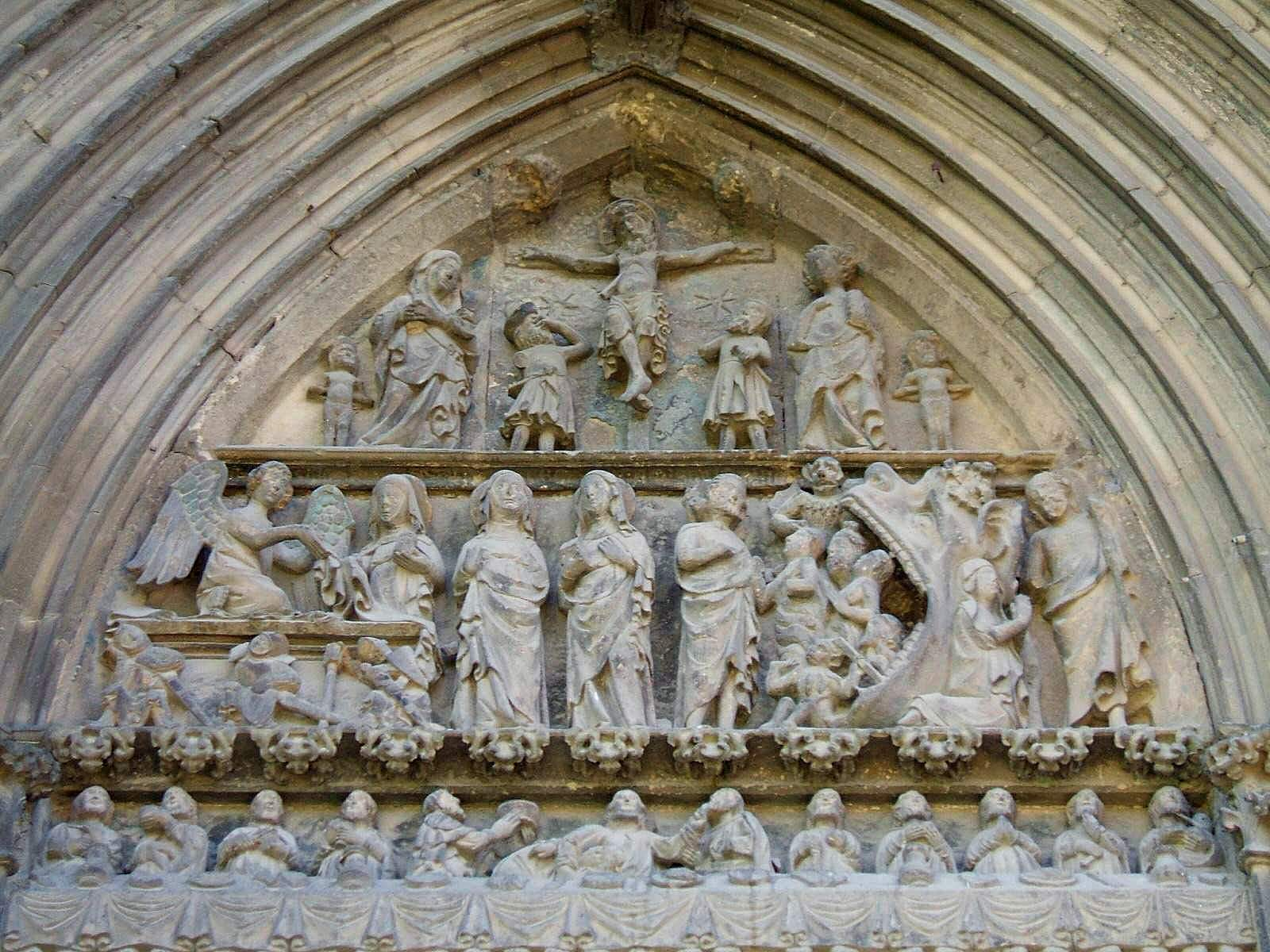
Tympanon
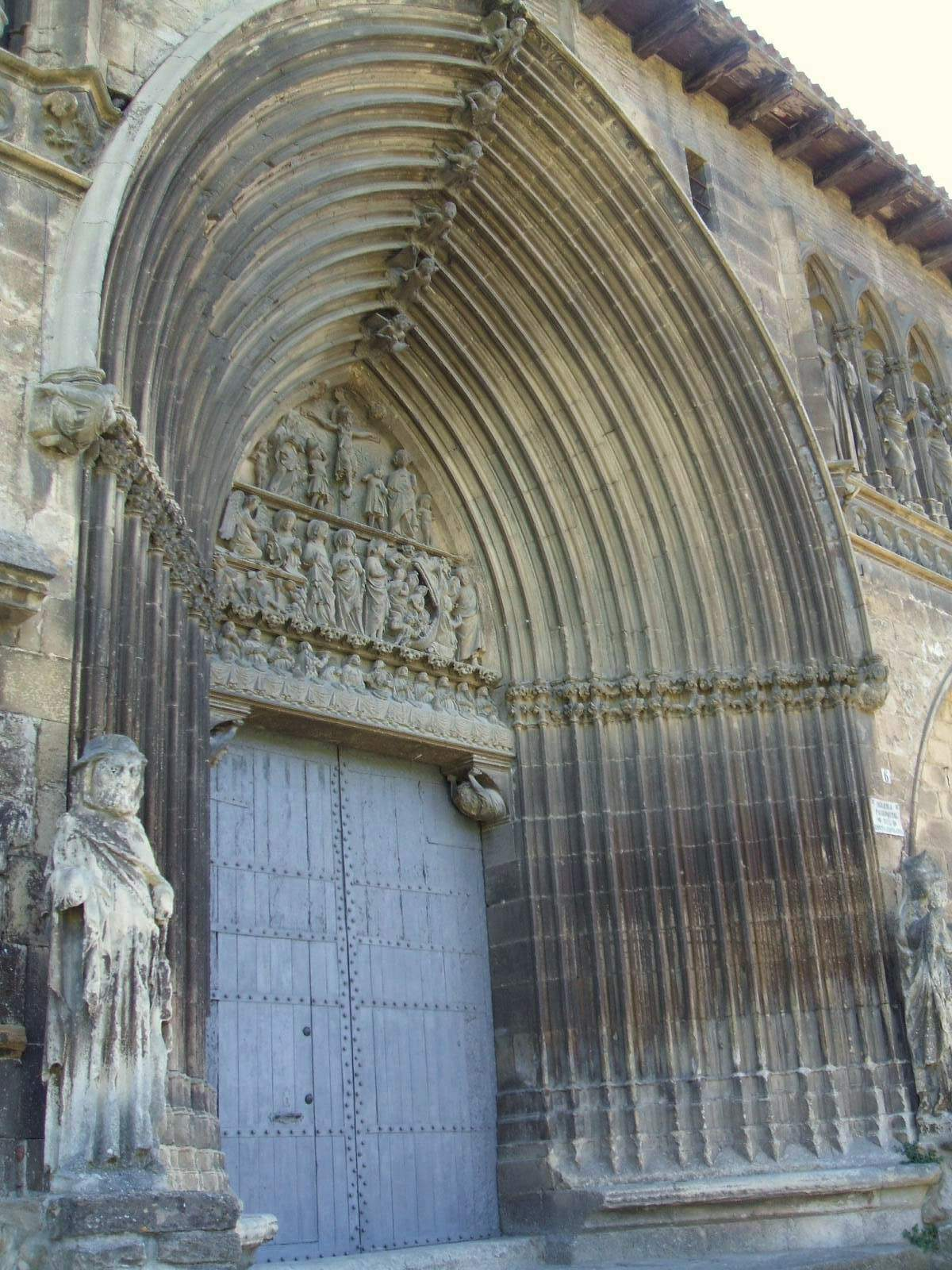
Portál
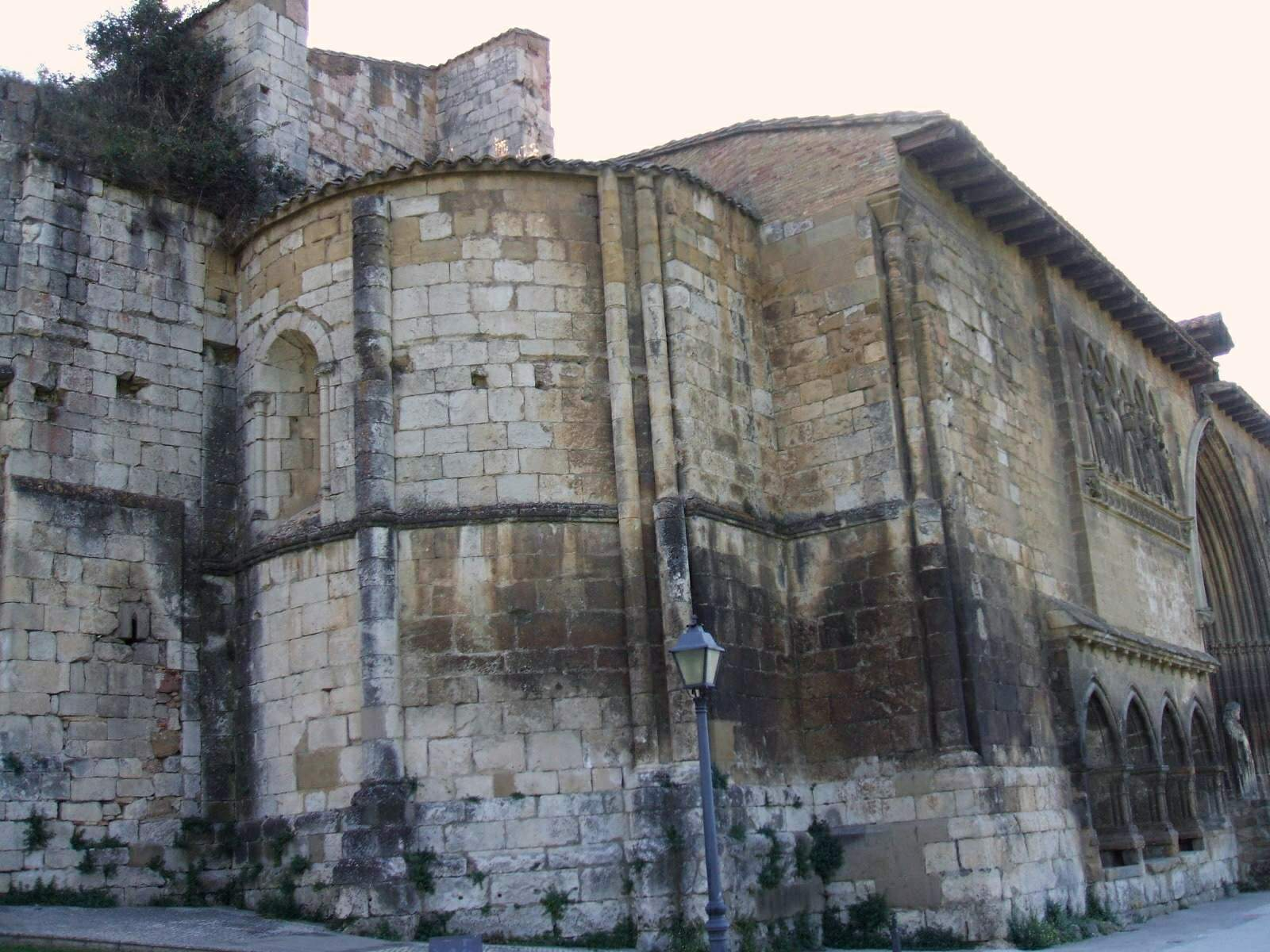
Románská apsida